# Борисовский хрустальный завод
ПРУП «Борисовский хрустальный завод им. Ф. Э. Дзержинского» (бел. Барысаўскі хрусталёвы завод імя Ф. Э. Дзяржынскага) — белорусская компания по производству изделий из стекла и хрусталя, расположенная в городе Борисов Минской области. По состоянию на 2020 год предприятие находилось в стадии ликвидации из-за банкротства. В 2021 году созданное на базе предприятия ОАО «Борисовский хрусталь» было ликвидировано. Другая часть предприятия была реорганизована в производителя изделий из медицинского стекла ОАО «Белмедстекло».

## История
В 1895 году в Борисове был открыт стеклозавод, производивший стеклянную и хрустальную посуду, а также ламповое стекло. К 1910 году на предприятии было занято 260 рабочих. В 1921 году завод восстановил работу. По состоянию на 1941 год завод входил в Белорусский трест стекольной промышленности Народного комиссариата лёгкой промышленности БССР. В 1965 году завод передан в ведение Министерство промышленности стройматериалов БССР. В 1978 году стеклозавод преобразован в хрустальный завод им. Ф. Э. Дзержинского. В 1994 году завод перешёл в подчинение Министерства архитектуры и строительства Республики Беларусь. В 1995 году на предприятии производилось около 700 наименований продукции из шлифованного свинцового хрусталя, цветного и бесцветного стекла. В 1999 году завод был преобразован в производственное республиканское унитарное предприятие (ПРУП).
В середине 2000-х годов на предприятии начался монтаж новой технологической линии по производству изделий из медицинского стекла. В проект вложили 58 млрд рублей (ок. 30 млн долларов), но после запуска линии выяснилось, что продукция неконкурентоспособна, и предприятие стало убыточным. Дополнительными факторами, негативно повлиявшими на состояние предприятия, называются авария, которая вывела из строя печь по производству боросиликатного стекла, и отсутствие квалифицированных специалистов по работе с данным видом продукции. Кроме того, не был заранее продуман сбыт готовой продукции. В 2013 году для предприятия был установлен защитный период, проводилась санация. Было принято решение разделить предприятие на производителей хрустальных и стеклянных изделий (ОАО «Борисовский хрусталь» и ОАО «Белмедстекло»), но к концу 2018 года реорганизация не была проведена, хотя часть имущества хрустального завода была передана новым компаниям в качестве вклада в уставной фонд. По состоянию на 2020 год имущество предприятия распродавалось.
На территории завода ранее находился музей, в котором в качестве экспонатов выставлялась продукция предприятия.
- Экспозиция художественного борисовского хрусталя советского периода в Национальном художественном музее Республики Беларусь